# Nicholas Agar
Nicholas Agar, avstralski filozof, bioetik, * 2. februar 1965.
Diplomiral je na Univerzi v Aucklandu, magistriral na Univerzi Victoria in doktoriral iz filozofije na Avstralski narodni univerzi (PhD). Od leta 1996 poučuje na Univerzi Victoria v Wellingtonu.
Zanima širši človeški pomen tehnološkega napredka in vplivom tehničnih sprememb na razvoj ljudi. Njegovi glavni raziskovalni interesi so etične posledice digitalne revolucije, pomen tehnološkega napredka in načini, s katerimi nas lahko genetske in kibernetske tehnologije spremenijo.

## Dela

### Vrednost življenja: znanost, etika in narava
V Vrednost življenja: znanost, etika in narava (Life's Intrinsic Value: Science, Ethics, and Nature, 2001) Nicholas Agar trdi, da je vse, kar je živo, resnično dragoceno. Ta izjava izziva sicer sprejeto tezo, ki pravi, da so le človeška bitja dragocena sama po sebi. Njegova morala, ki priznava pomembnost življenja, tvori podlago etiki okolja. Agar gradi most med biološkimi znanostmi in tistim, čemur pravi "ljudska" morala: skuša doseči izvedljivo okoljsko etiko in novo hierarhijo živih bitij. V knjigi obrne zdravorazumsko moralno prepričanje kot tudi številne filozofske špekulacije o izključno moralni pomembnosti ljudi. Vključujoč več področij filozofije (filozofijo psihologije, filozofijo znanosti in drugih področji sodobne analitične filozofije) analizira in razpravlja o širokem nizu zgodovinskih in sodobnih pogledov na to temo; od Aristotela in Kanta, do E. O. Wilsona, Holmesa Rolstona III in Bairda Callicota… Rezultat tega dela izziva prevladujoče definicije vrednosti, hkrati pa tudi poziva k spoštovanju narave.

### Popolna kopija
V Popolni kopiji (Perfect Copy, 2002) Agar na osnovi biološkega znanja predstavi zelo kontroverzno temo - kloniranje.

### Liberarna evgenika: v zagovor izboljšanju človeka
Agar se posveča tudi razpravi o izboljševanju človeka. Njegov prvi pomembnejši prispevek o tem je knjiga Liberarna evgenika: v zagovor izboljšanju človeka (Liberal Eugenics: In Defence of Human Enhancement, 2004), v kateri zagovarja stališče, ki staršem dovoljuje, da izberejo lastnosti svojih otrok, dokler te izpopolnitve ne bi otrokom škodile.

### Konec človeštva: zakaj bi morali zavreči radikalno izboljšanje
V Konec človeštva: zakaj bi morali zavreči radikalno izboljšanje (Humanity's End: Why We Should Reject Radical Enhancement, 2010) argumentira, da bo znatno podaljševanje življenjske dobe ali izjemno široko vedenje uničilo vrednote, ki dajejo smisel človeškemu življenju. Agar je proti radikalnemu izboljševanju ljudi in tudi oriše njegove uničujoče posledice. Dobro pretrese predloge štirih glasnih zagovornikov izboljševanja človeštva: Ray Kurzweil trdi, da bo tehnologija ljudem omogočila odmik od njihovih bioloških zakonitostih, Aubrey de Grey poziva k terapijam proti staranju, ki bi omogočile neskončno življenje, torej nesmrtnost; Nick Boston meni, da so izboljšave etične in racionalne, James J. Hughes pa predvideva možnost razvoja harmonične demokracije med “izboljšanimi” in “neizboljšanimi”. Agar jim ugovarja - meni, da bi takšne radikalne spremembe prinesle temnejšo prihodnost, kot pa so si jo zamislili. Sredstvo za povečanje naših kognitivnih sposobnosti bi nas pravzaprav lahko uničilo: drastično podaljševanje življenjske dobe bi razvrednotilo izkušnje, ki imajo za nas velik pomen v življenju, izboljševanje le nekaterih ljudi (ki bi imeli to možnost) pa bi lahko privedlo do tiranije izboljšanih nad “običajnimi” ljudmi.

### Izboljšanje človeka in omejitve
Izboljšanje človeka in omejitve (Truly Human Enhancement: A Philosophical Defense of Limits, 2013) je razprava o človeškem izboljševanju. V njej Agar zagovarja izboljševanje, a le do mere, ki je za človeka že zdaj mogoča. Potencial preobrazbe ljudi, ki ga prinašata genetska in kibernetska tehnologija, je največkrat zavrnjen zaradi moralnih razlogov ali pa je sprejet kot prihodnje odrešenje človeštva. Nicholas Agar pa v tem delu ponuja nekoliko drugačen pogled: zagovarja zmerne izboljšave človeških lastnosti in sposobnosti, ki naj ne bi bistveno presegle trenutnih zmožnosti človeka. Agar predstavi ideje o izboljšavah in motive zanje. Trdi, da pretirano izboljšanje spodkopava človeško identiteto; razmišlja o možnosti kognitivno boljših znanstvenikih in nasprotuje radikalnemu podaljšanju življenja. Trdi tudi, da je mnogo ugovorov zoper izboljšanja ljudi bolje razumeti kot kritiko stopnje izboljšav, ne pa kot kritiko izboljšav samih po sebi. Z radikalnim izboljšanjem človekovih kognitivnih sposobnosti bi lahko ustvarili višja bitja (“post-humans”), katerih moralni status bi bil boljši od moralnega statusa drugih. Agar v tem vidi težavo za “neizboljšane”, ki bi bili tako bolj zapostavljeni in manj upravičeni do koristi in do zaščite kot pa “izboljšani”. Nasprotno pa zmerne človeške izpopolnitve ponujajo bolj prijetno vizijo prihodnosti in našega odnosa do tehnologije.

### Skeptični optimizem: zakaj napredek tehnologije ne rešuje
V Skeptični optimizem: zakaj napredek tehnologije ne rešuje (The Sceptical Optimist: Why technology isn't the answer to everything, 2015) razpravlja o pogledu na svet, ki ga imenuje radikalni optimizem. Do pojava tega pogleda so prispevali hiter razvoj tehnologij (zlasti računalniške), pojav mnogih pametnih naprav in internetna komunikacija. Radikalni optimisti trdijo, da bo hitrejši tehnološki napredek kmalu izkoreninil revščino, bolezni in nevednost ter pripomogel k sreči in dobremu počutju vseh ljudi. Po Agarjevem mnenju radikalni optimisti pripisujejo tehnološkemu napredku prevelik pomen. Oporeka namreč trditvi, da bo tehnološki napredek samodejno pripomogel k izboljšanju subjektivnega počutja. Z uporabo najnovejših psiholoških študij o človekovem dojemanju dobrega počutja ustvari realističen model o vplivu, ki ga bo imela tehnologija. Sicer priznava, da tehnološki napredek prinaša koristi, a vseeno vztraja, da je teh precej manj, kot jih vidijo radikalni optimisti. Opozarja, da lahko takšen napredek ogrozi marsikatere vrednote, npr: družbeno pravičnost in odnos do narave. Svoj razmislek sklene s trditvijo, da bolj realistična ocena koristi, ki jih prinaša tehnološki napredek, omogoča boljše obvladovanje morebitnih tveganj v prihodnosti.

### Človek v času digitalne ekonomije
V delu Človek v času digitalne ekonomije (How to Be Human in the Digital Economy, 2019) Agar skuša najti mesto za ljudi v prihodnjem digitalnem gospodarstvu. Stroji bodo isto delo lahko opravili učinkoviteje, natančneje in bolj poceni kot ljudje. Agar opozarja, da bi takšen način gospodarstva lahko vodil do omalovaževanja človeštva. Stroji ne bodo prevzeli le rutinskega, fizičnega dela, temveč tudi umsko delo (za katerega je bil prej zaslužen človeški intelekt), kar bi ogrozilo t. i. “human agency” (človeško delovanje). Agar kot možno rešitev vidi socialno-digitalno gospodarstvo; digitalno gospodarstvo bi namreč vneslo učinkovitost, socialno pa humanost. V tem gospodarstvu bi ljudje namreč še vedno opravljali takšna dela, ki zahtevajo medsebojne stike in uporabo čustev ter empatije - le stežka si je predstavljati, da bi npr. delovna mesta medicinskih sester zasedali stroji.

### Prevedeno v slovenščino
Popolna kopija : razpletanje razprave o kloniranju (Perfect Copy, 2002; 2008, Boštjan Kmetec)